# Nomioides klausi
Nomioides klausi är en biart som beskrevs av Pesenko 1983. Nomioides klausi ingår i släktet Nomioides och familjen vägbin. Inga underarter finns listade i Catalogue of Life.